# Городище (Ковельский район)
Городи́ще (укр. Городище) — село в Дубовской сельской общине Ковельского района Волынской области Украины.
Код КОАТУУ — 0722181401. Население по переписи 2001 года составляет 210 человек. Почтовый индекс — 45024. Телефонный код — 3352. Занимает площадь 0,001 км².